# Ferrovia Crotone-Petilia Policastro
La ferrovia Crotone-Petilia Policastro era una linea a scartamento ridotto delle Ferrovie Calabro Lucane che collegava Crotone e il suo porto con le località dell'entroterra silano.

## Storia

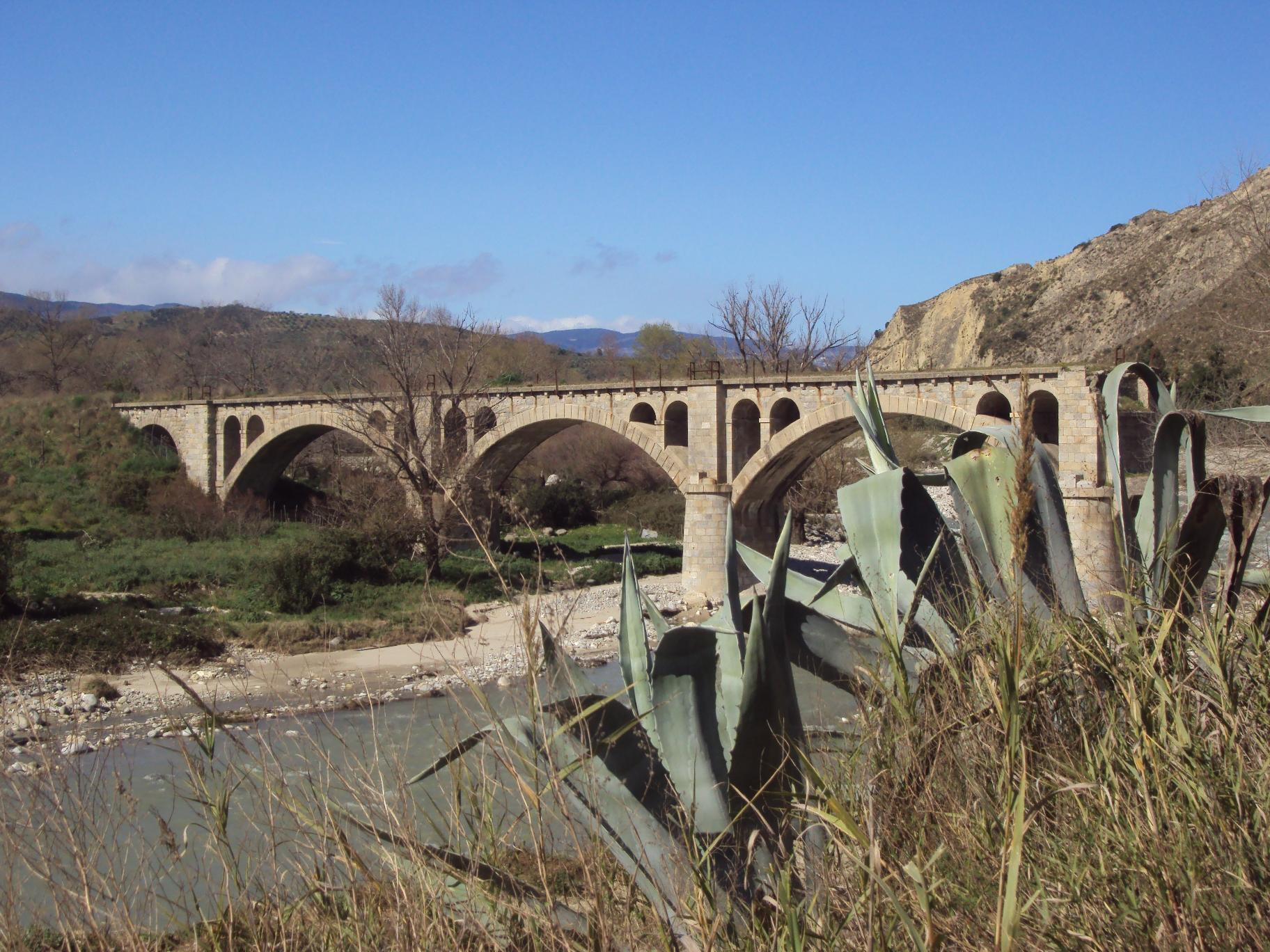
Il viadotto sul Tacina, l'opera di maggiore rilievo della linea, presso Roccabernarda.

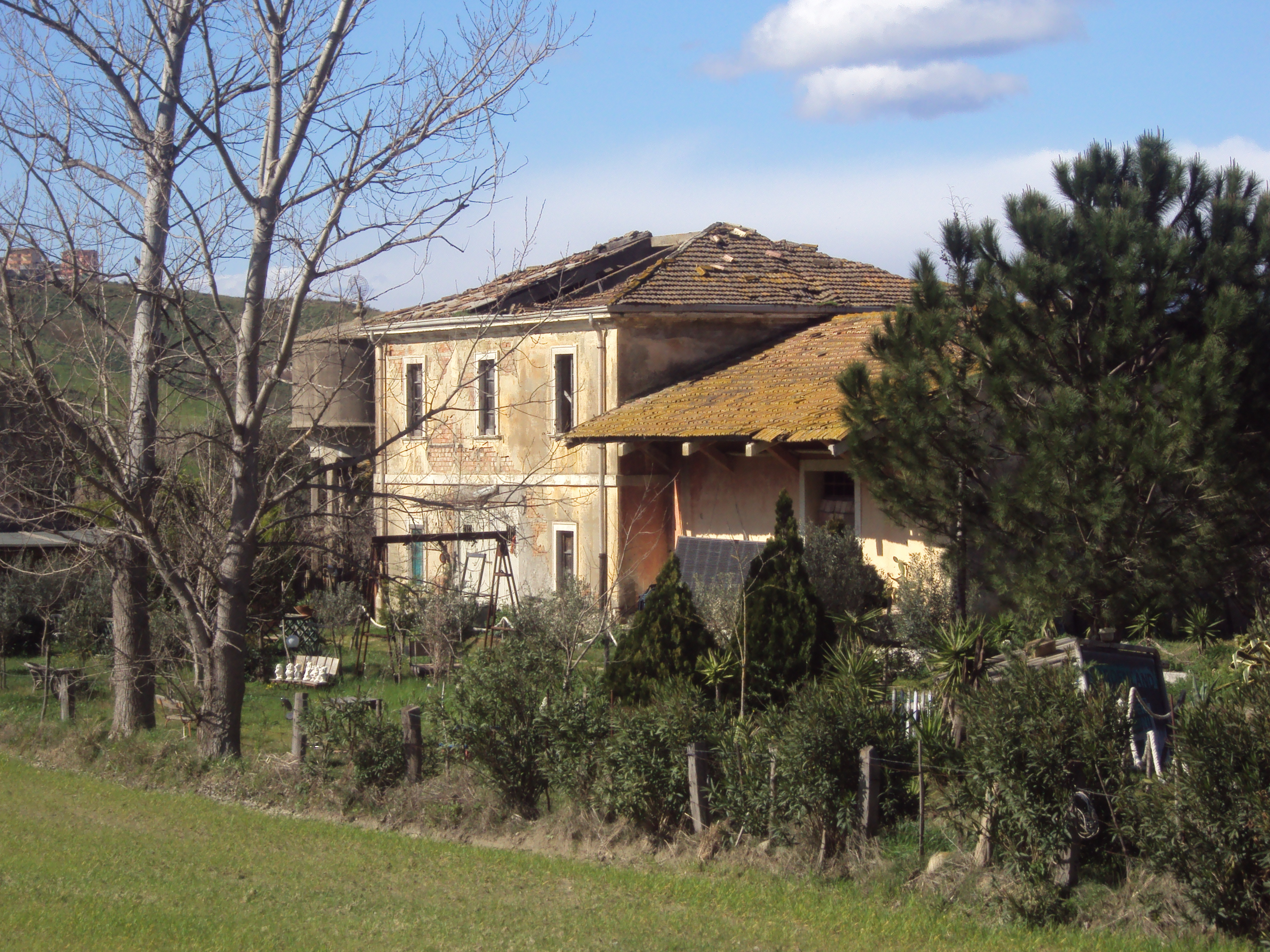
Scorcio della stazione, ormai abbandonata, di Papanice-Apriglianello.

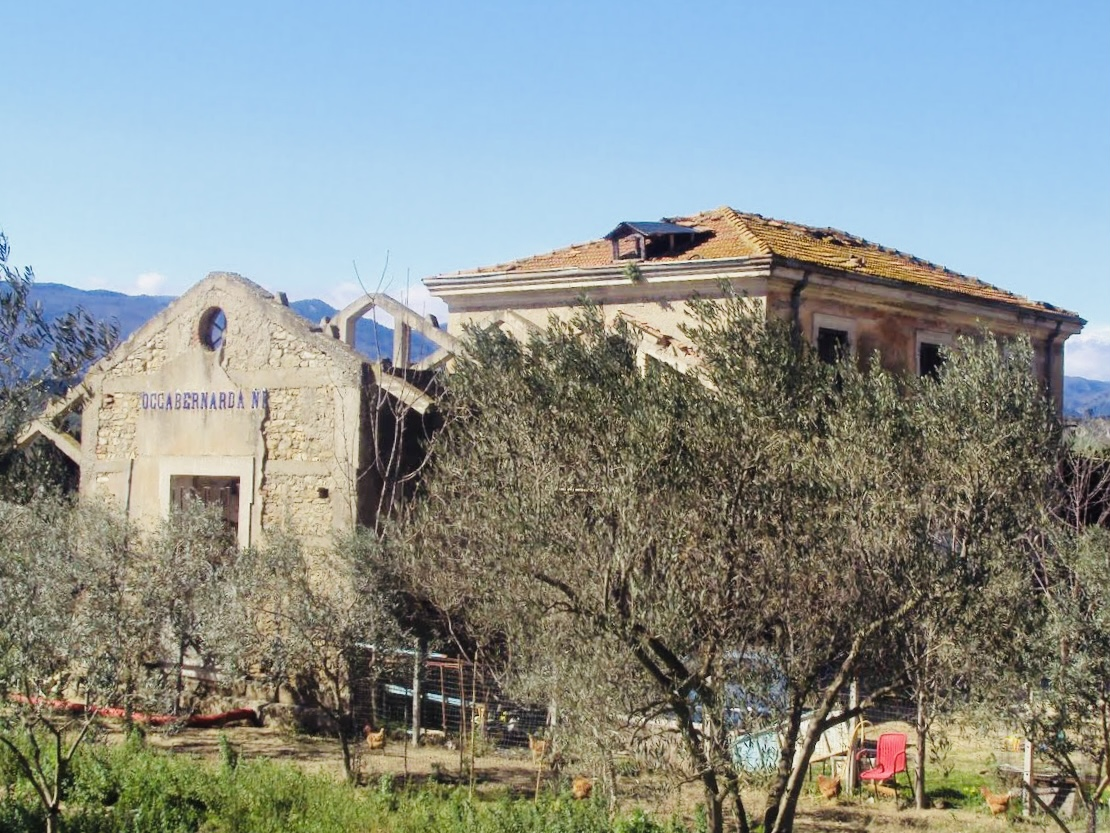
La stazione abbandonata di Roccabernarda-Niffi.

Il progetto di una ferrovia di collegamento della città di Cosenza al porto di Crotone, sulla costa Jonica, risaliva alla fine del XIX secolo. Presentato dall'ingegnere Ugolini, prospettava la costruzione della Ferrovia trans-silana, una linea a trazione elettrica da Cosenza che attraverso l'altipiano della Sila scendesse fino al porto di Crotone. Lo scopo principale era quello di collegare la città di Cosenza al porto di Crotone attivando i commerci e soprattutto il trasporto del legname dei boschi silani verso l'imbarco marittimo.
La linea venne costruita molto più tardi, in seguito alla promulgazione della legge 580 del 21 luglio 1910 cui fece seguito la "Convenzione" con legge n. 135 del 26 gennaio 1911 e nell'ambito del progetto della Mediterranea Calabro Lucane, avrebbe dovuto costituire la tratta terminale orientale della Trans-silana di cui fu costruita, sul lato occidentale, solo la tratta da Cosenza a San Giovanni in Fiore. Costruita con molto ritardo fu attivata solo il 2 agosto 1930.
La realizzazione della linea, tuttavia, provocò diverse rivolte da parte degli abitanti dei comuni attraversati: infatti il popolo accusava le MCL di aver favorito i grandi latifondisti crotonesi, facendo passare le linee attraverso le loro coltivazioni e non vicino ai centri abitati. Infatti, se si fa eccezione per la stazione di Mesoraca, sita presso il villaggio di boscaioli di Foresta, e le 3 stazioni crotonesi, le stazioni furono tutte situate ad una considerevole distanza dai centri abitati. Tale distanza era solo in parte giustificabile da ragioni orografiche: infatti, fatta eccezione per i centri di San Mauro Marchesato, Papanice e Scandale, situati in altura, la linea avrebbe potuto benissimo addentrarsi in diversi altri comuni, accrescendo notevolmente il traffico passeggeri.
Fino al secondo dopoguerra la piccola ferrovia trasportò elevate quantità di legname dirette al porto di Crotone; i tronchi di pino della Sila e di faggio dei boschi del Monte Gariglione, (Sila Piccola), giungevano alla stazione di Mesoraca tramite una funicolare di 15 km proveniente dalla località di Differenze nella quale giungevano caricate sui trenini a vapore della ferrovia decauville Gariglione-Differenze. Questa raccoglieva i tronchi nelle varie aree di deposito dei boschi in cui venivano ammassati dopo essere stati lavorati dalle segherie della SO.FO.ME (Società Forestale Meridionale). Lo sfruttamento dissennato dell'epoca dei boschi silani e, in ultimo il taglio indiscriminato attuato durante l'occupazione alleata, ridusse piano piano anche il volume del trasporto ferroviario; tutto ciò unito al mancato completamento della tratta centrale, di una trentina di km, da San Giovanni in Fiore a Petilia Policastro, che lasciò alla linea il solo scarso traffico passeggeri locale, portò alla sua soppressione avvenuta nel 1972.

### Materiale rotabile
Il materiale che percorreva la linea era composto da:
- Emmine serie 10 (M1.3, M1.12), serie 30 (M1.34), serie M1c80 (M1c.81, M1c.86, M1c.89, M1c.90)[4]
- Locomotive a vapore FCL gruppo 01-14 (FCL.03, FCL.04, FCL.05, FCL.08, FCL.12)
- Locomotive a vapore FCL gruppo 170 (FCL.185)
- Locomotive a vapore FCL gruppo 200 (FCL.203)
- Svariati carri merce

## Resti della ferrovia

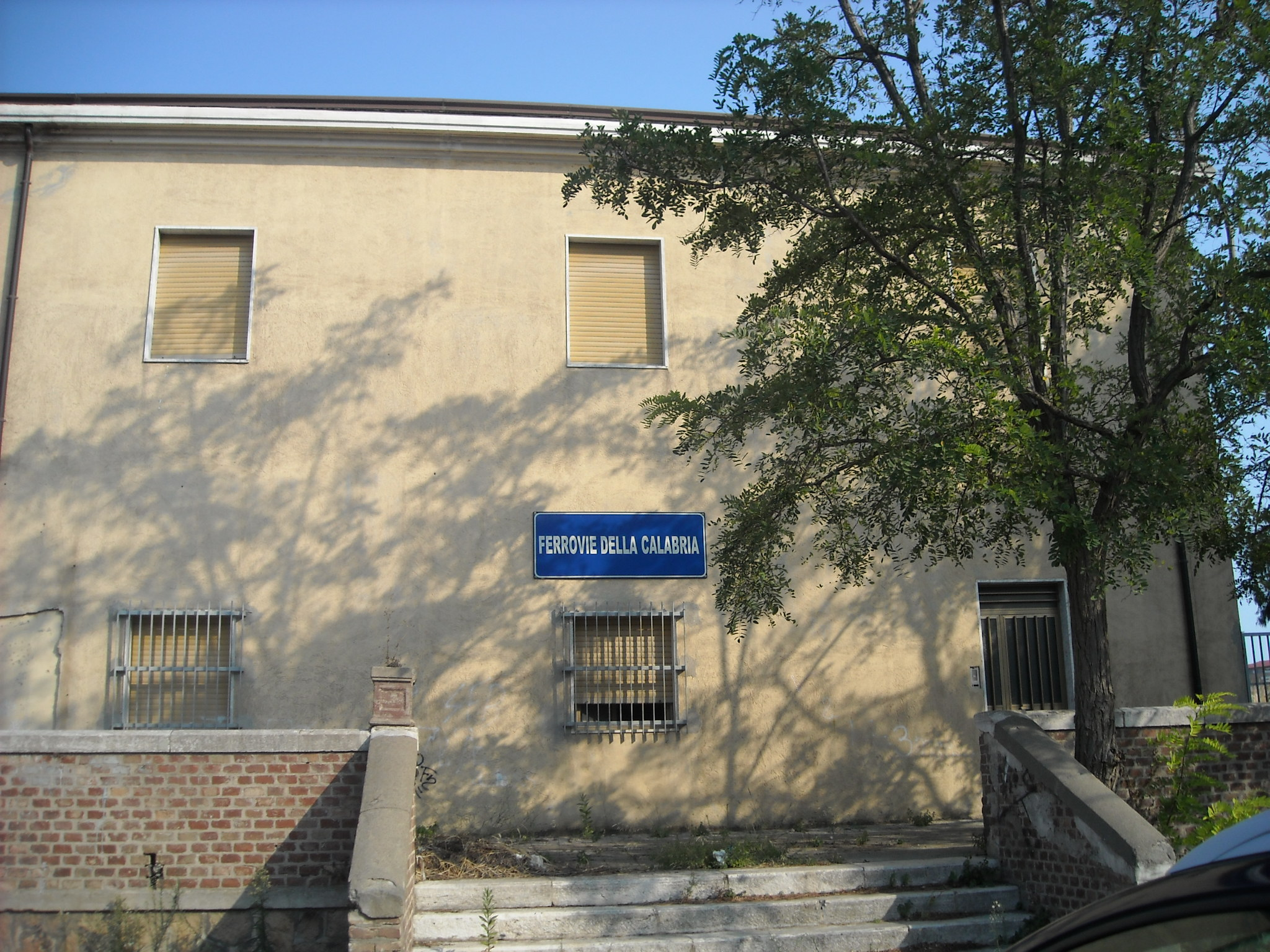
La stazione di Crotone Scalo.

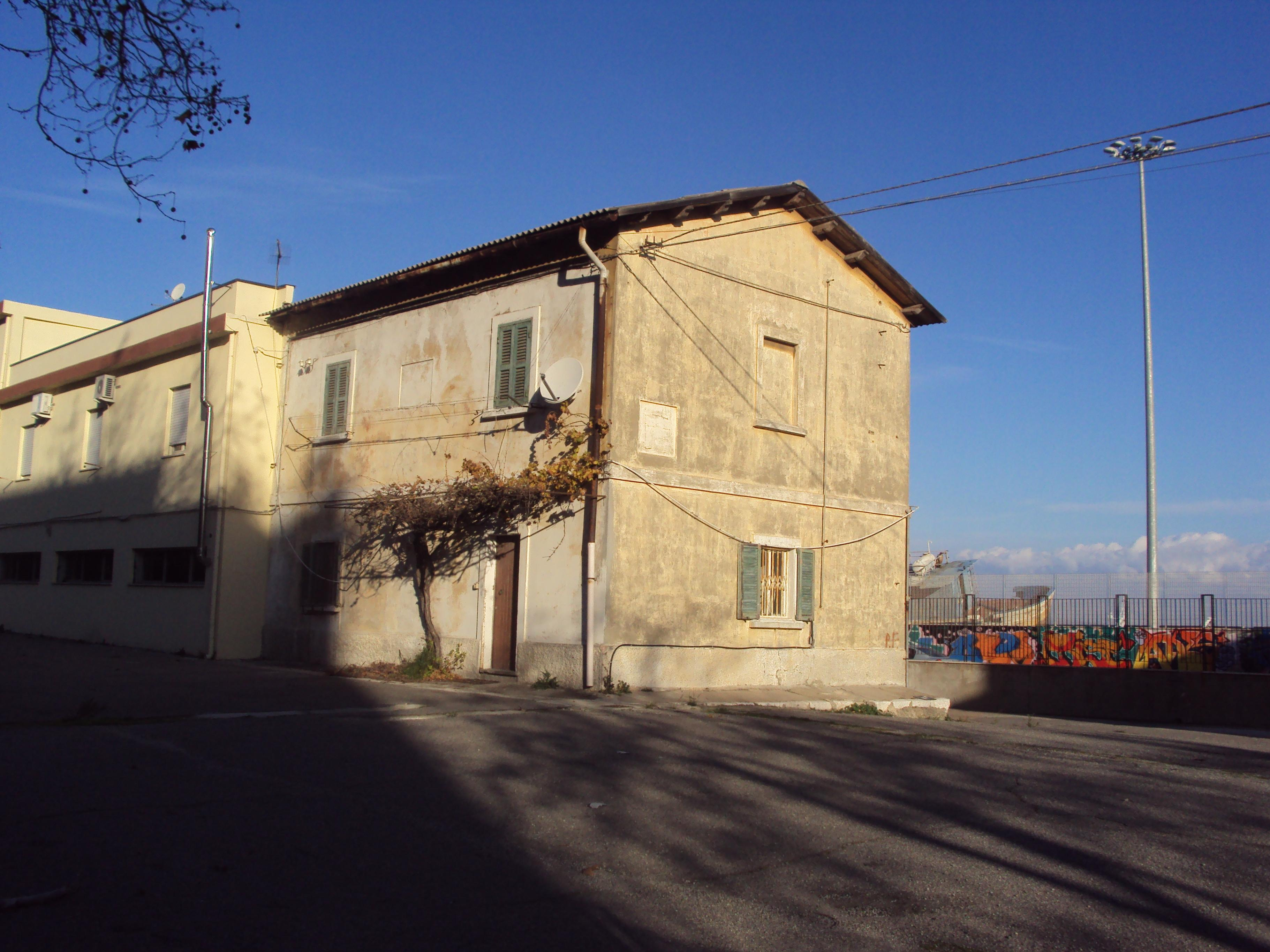
Il fabbricato di Crotone Porto dell'FCL.

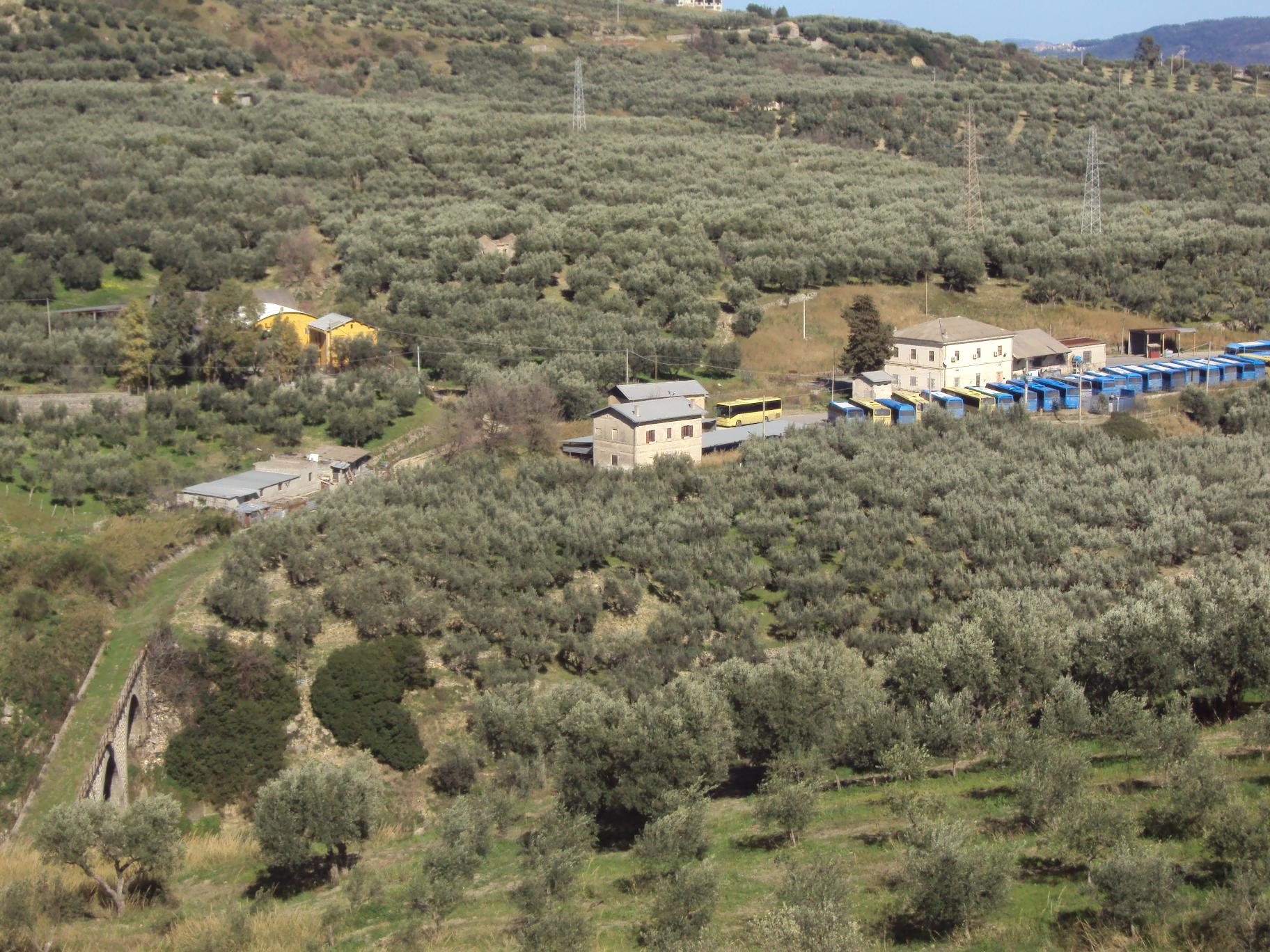
Panoramica dell'areale FCL di Petilia Policastro, con il viadotto in basso

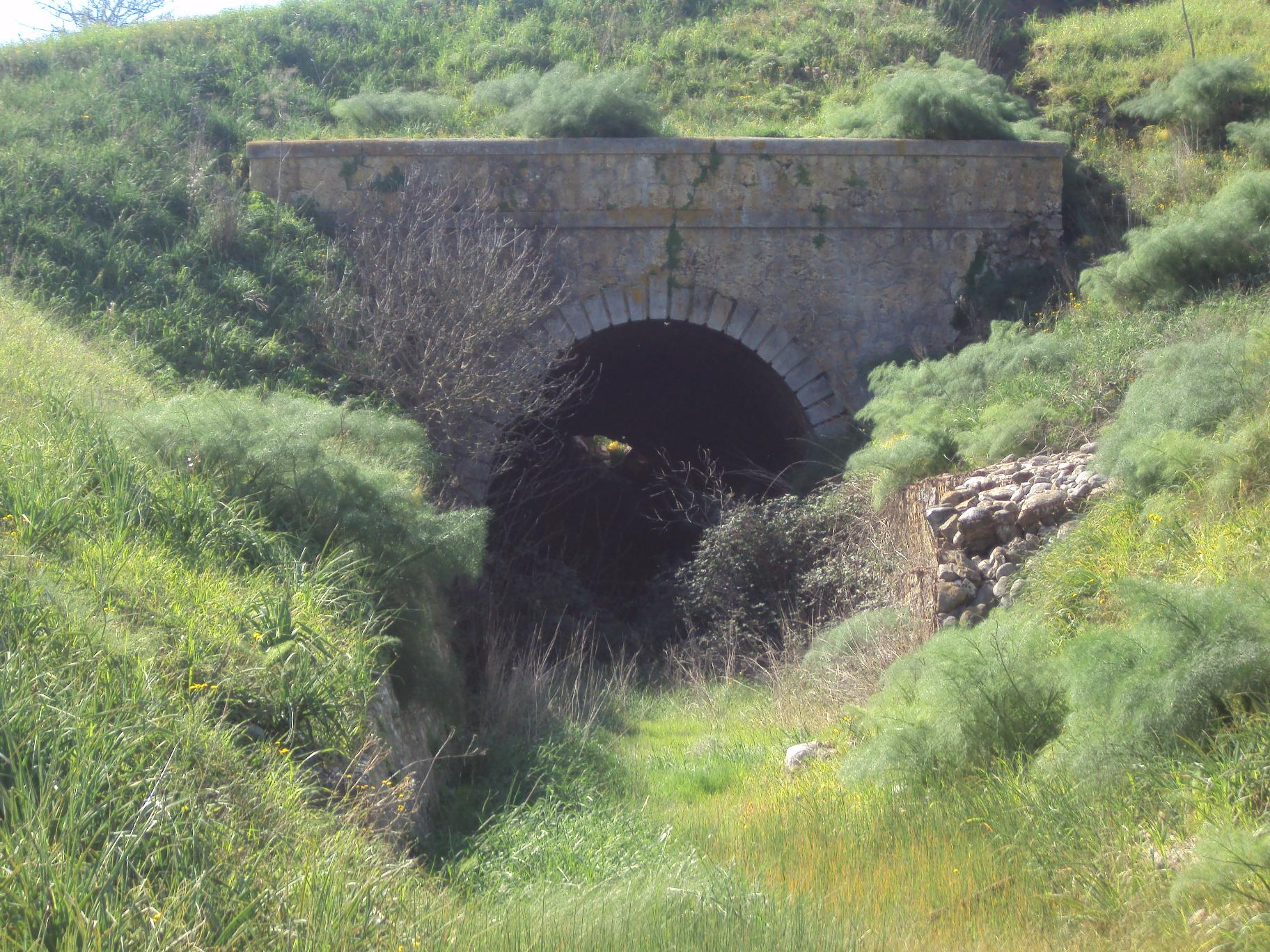
Galleria nei pressi della stazione di Papanice-Apriglianello.

### A Crotone
La linea FCL da Petilia Policastro si innestava nei pressi della stazione FS, scavalcando la ferrovia Jonica e la S.S.106 tramite il ponte del quale ancora oggi è possibile visionare la struttura di supporto e il rilevato lato Petilia. La linea da lì effettuava una curva a 90°, andando a trovare direttamente Crotone Scalo subito dopo aver superato un piccolo ponticello. Subito dopo Crotone Scalo sorge tuttora un casello, oltre al quale un binario a scartamento ridotto si introduceva nell'areale FS, formando un binario a doppio scartamento usato per il trasbordo di merci e rotabili sulla rete statale. Da Crotone Scalo la linea entrava a Crotone affiancando il viale della Stazione, fino al Bivio Porto, ubicato di fronte all'attuale Parco delle Rose.
Dal Bivio Porto, presenziato da un manovratore, si diramavano due linee, una per Crotone Porto e una per Crotone Città.
Di Crotone Città, come per il Bivio e per la Sopraelevata, è rimasta solamente la struttura di base di un piccolo ponte in pietra curvilineo che ancora oggi si può vedere di fronte alla Scuola Media Alfieri, dietro quello che una volta era il cinema Ariston.
La stazione sorgeva all'altezza del Palazzo di Giustizia, insieme alle strutture per lo scalo delle merci e per il rimessaggio dei rotabili. La stazione disponeva di 4 binari che avevano termine in un'asta di manovra a 2 binari.
Crotone Porto, invece, si è conservata più o meno intatta fino ai giorni nostri. Infatti è possibile vederla di fianco alla caserma dei Vigili del Fuoco, proprio sotto il castello Carlo V. Oggi, tra il fabbricato viaggiatori e lo scalo merci sorge un magazzino di colore giallo, presumibilmente usato da ufficiali dei VdF o della Guardia Costiera. La stazione serviva per lo scambio delle merci con le navi in arrivo e in partenza dal porto di Crotone.
Da notare che, tra il Bivio Porto e la stazione di Crotone Porto, era costruito un lungo ponte che si snodava tra le case, detto Viadotto Pignataro, costruito in mattoni e ferro. La linea, raggiunta la stazione di Crotone Porto, continuava per diverse centinaia di metri affiancata alla linea a 800 mm della Val di Neto, in modo da "chiudere" tutta l'area portuale.

### Lungo la linea
Fino a poco prima Mesoraca, la linea è ben visibile e percorribile. È possibile trovare le stazioni di Papanice-Apriglianello e Cutro-Scandale, oltre a due tunnel e il "Bivio Ricovero Carri", nei pressi della fermata di Cacchiavia, che serviva al ricovero dei carri carichi di grano e ortaggi vari, prodotti nelle vicine campagne, per evitarne il breve trasporto fino a Cutro-Scandale. A Petilia Policastro sono ancora ben visibili e ben conservati il fabbricato viaggiatori e le strutture per il carico delle merci, mentre la galleria è stata recintata. Notevole il viadotto sul fiume Tacina, di stile decisamente diverso rispetto agli altri ponti FCL. Tale viadotto, situato poco dopo la stazione di Roccabernarda-Niffi, è in parte crollato nel 1973, durante un'alluvione; tuttavia resta una delle massime opere d'arte dell'intera rete FCL. La linea è tranquillamente percorribile in auto per la maggior parte della stessa, oltre che molto gradevole per una gita in bicicletta.

## Percorso
| Unknown route-map component "exKINTa" |

| Unknown route-map component "exKINTa" | Unknown route-map component "exSTR" |  |

| Unknown route-map component "exSTR" | Unknown route-map component "exBHF" |  |

| Unknown route-map component "exKRWg+l" | Unknown route-map component "exKRWgr" |  |

| Unknown route-map component "exBHF" | Unknown route-map component "exhSTRa@g" |  |

| Unknown route-map component "exWBRÜCKE1" | Unknown route-map component "exhKRZW" |  |

| Unknown route-map component "exdCONTgq" | Unknown route-map component "exSTRr" | Unknown route-map component "exhSTRe@f" | Unknown route-map component "d" |  |

|  | Unknown route-map component "exABZg+l" | Unknown route-map component "exKBHFeq" |

| Unknown route-map component "exDST" |

| 0+000 |
| 0+6xx |

| Unknown route-map component "dCONTgq" | Unknown route-map component "STR+r" | Unknown route-map component "exSTR" | Unknown route-map component "d" |  |

| Unknown route-map component "eKRWgl" | Unknown route-map component "exKRWg+r" |  |

| Station on track | Unknown route-map component "exBHF" |  |

| One way leftward | Unknown route-map component "xKRZo" | Unknown route-map component "CONTfq" |

| Unknown route-map component "exHST" |

| Unknown route-map component "exTUNNEL2" |

| Unknown route-map component "exBHF" |

| Unknown route-map component "exHST" |

| Unknown route-map component "exTUNNEL2" |

| Unknown route-map component "exBHF" |

| Unknown route-map component "exBHF" |

| Unknown route-map component "exBHF" |

| Unknown route-map component "exhKRZWae" |

| Unknown route-map component "exTUNNEL2" |

| Unknown route-map component "exBHF" |

| Unknown route-map component "exTUNNEL2" |

| Unknown route-map component "exWBRÜCKE1" |

| Unknown route-map component "exKSTRe" + Unknown route-map component "exLKBHFa" |

| Unknown route-map component "exLBHF" |

| Unknown route-map component "exLBHF" |

| Unknown route-map component "exLBHF" |

| Unknown route-map component "exLBHF" |

| Unknown route-map component "exKSTRa" + Unknown route-map component "exLKBHFe" |

| Unknown route-map component "exCONTf" |